# Phytomyza umanomitsubae
Phytomyza umanomitsubae este o specie de muște din genul Phytomyza, familia Agromyzidae, descrisă de Mitsuhiro Sasakawa în anul 1993. Conform Catalogue of Life specia Phytomyza umanomitsubae nu are subspecii cunoscute.